# Semarapura Kangin
Semarapura Kangin is een bestuurslaag in het regentschap Klungkung van de provincie Bali, Indonesië. Semarapura Kangin telt 3678 inwoners (volkstelling 2010).